# Кузнецово (Пригородное сельское поселение)
Кузнецово — деревня в Сокольском районе Вологодской области.
Входит в состав Пригородного сельского поселения, с точки зрения административно-территориального деления — в Пригородный сельсовет.
Расстояние по автодороге до районного центра Сокола — 11 км, до центра муниципального образования Литеги — 6 км. Ближайшие населённые пункты — Васютино, Литега, Федюково, Калитино, Коржа.
По переписи 2002 года население — 110 человек (50 мужчин, 60 женщин). Преобладающая национальность — русские (99 %).